# Monticola saxatilis

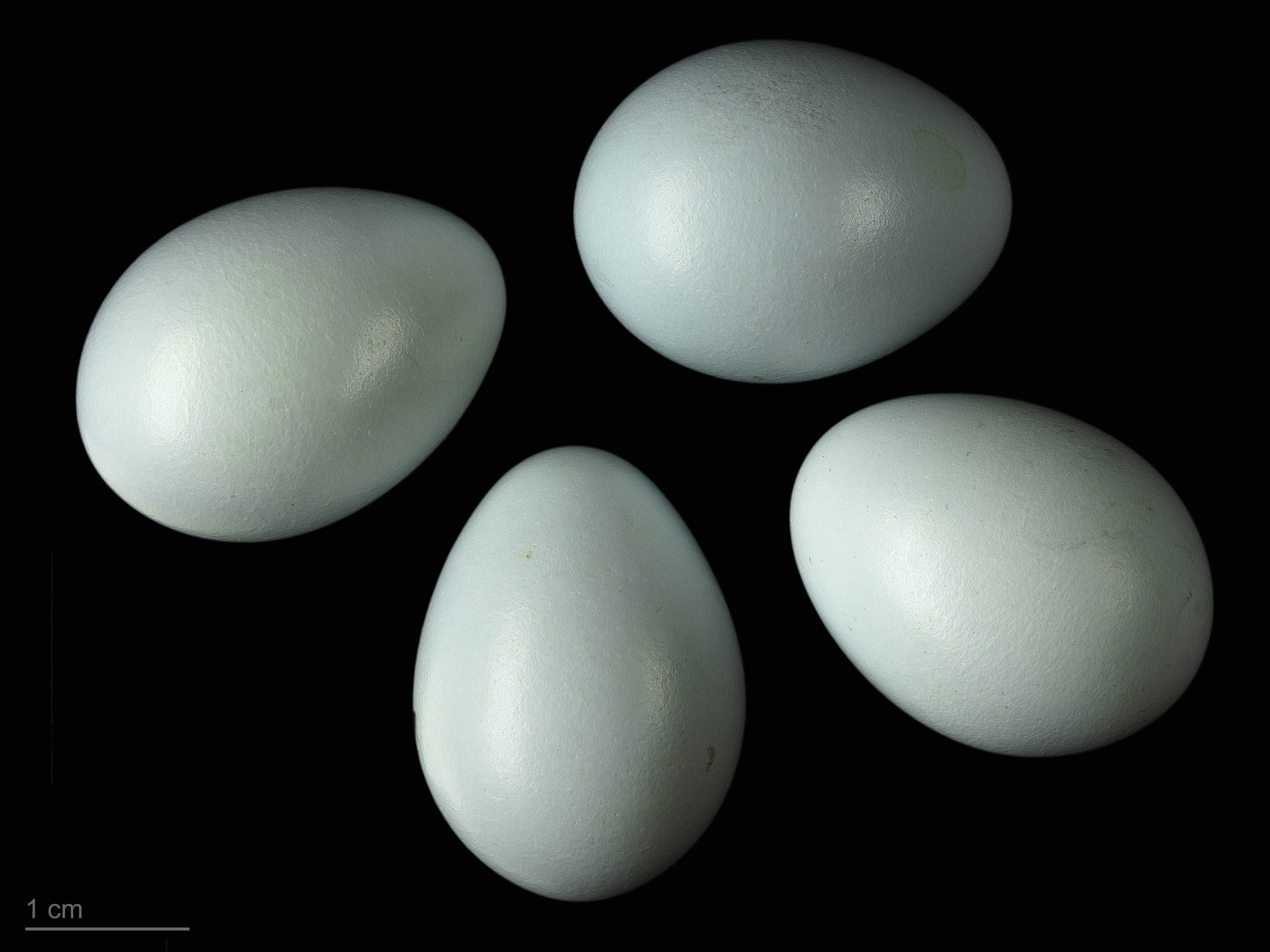
Monticola saxatilis

Monticola saxatilis là một loài chim trong họ Muscicapidae.
Loài chim này sinh sản ở miền nam châu Âu qua Trung Á tới miền bắc Trung Quốc. Đây là loài di cư mạnh mẽ, tất cả các quần thể trú đông ở châu Phi phía nam sa mạc Sahara. Nó là một loài hiếm khi vãng lai đến Bắc Âu. Phạm vi của loài chim này đã thu hẹp lại trong ngoại vi trong những thập kỷ gần đây do mất môi trường sống. Ví dụ, trong những năm đầu thế kỷ XX chúng sinh sản trong Jura Krakowsko-Częstochowska (Ba Lan), nơi ngày nay chúng không còn hiện diện, nhưng loài này không được coi là nguy cơ tuyệt chủng trên toàn cầu.